# Eskaya-Schrift

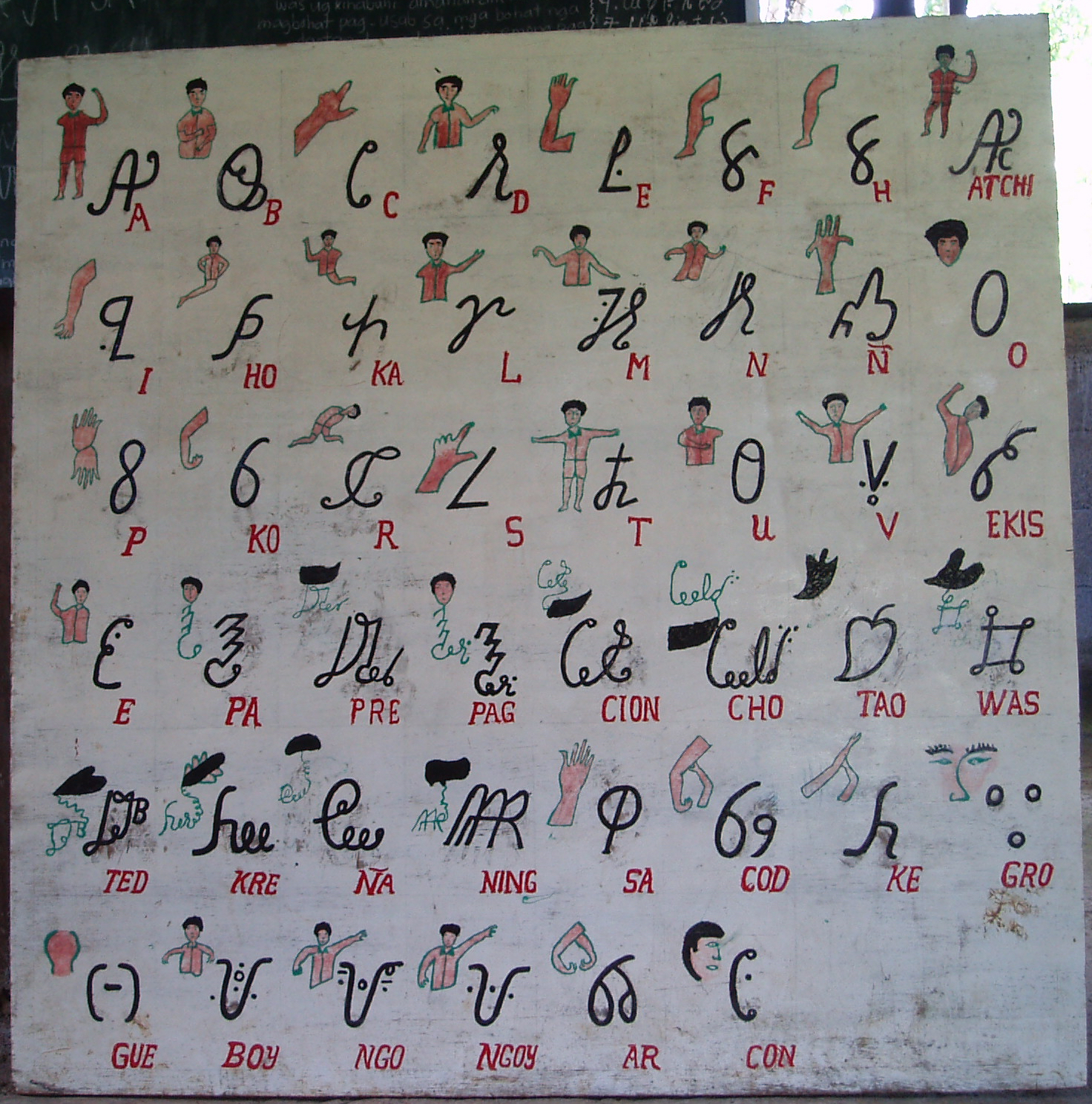
Eskaya-Zeichen mit ihren Entsprechungen am menschlichen Körper

Die Eskaya-Schrift ist die konstruierte Schrift der Hilfssprache Eskaya auf der philippinischen Insel Bohol.

## Geschichte
Die Eskaya-Schrift basiert auf kursiven Lateinbuchstaben und wurde zwischen 1920 und 1937 entwickelt.
„Although the script is used for representing Visayan (Cebuano)—a widely used language of the southern Philippines—its privileged role is in the written reproduction of a constructed utopian language, referred to as Eskayan or Bisayan Declarado...  the Eskayan language and its script are used by approximately 550 people for restricted purposes in the southeast of the island of Bohol.“
„Obwohl die Schrift zur Darstellung der Visayassprachen (Cebuano) - einer weit verbreiteten Sprache der südlichen Philippinen - verwendet wird, spielt sie eine privilegierte Rolle bei der schriftlichen Wiedergabe einer konstruierten utopischen Sprache, die als Eskaya oder Bisayan Declarado bezeichnet wird... die Eskaya-Sprache und ihre Schrift werden von etwa 550 Menschen im Südosten der Insel Bohol für eingeschränkte Zwecke verwendet.“

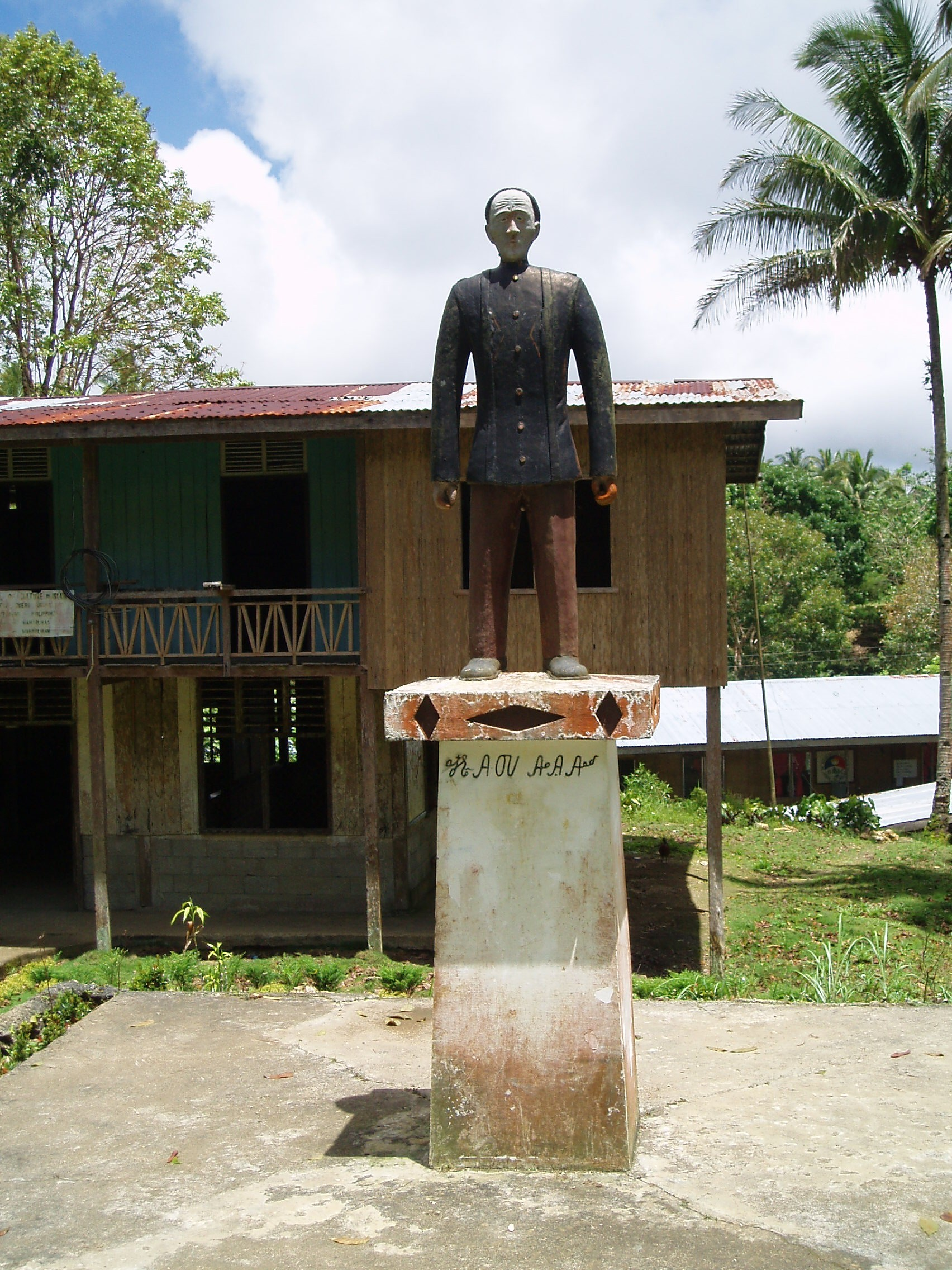
Statue von Mariano Datahan mit Eskaya-Inschrift

Der Überlieferung zufolge wurden die Eskaya-Sprache und -Schrift von Pinay, dem Vorfahren des Eskaya-Volkes, erschaffen, der sich von der menschlichen Anatomie inspirieren ließ. Pinays Sprache wurde Anfang des 20. Jahrhunderts von Mariano Datahan (geb. Mariano Sumatra, ca. 1875-1949), einem messianischen Rebellensoldaten, „wiederentdeckt“, der sie an seine Anhänger weitergab. Datahan hatte nach dem Philippinisch-Amerikanischen Krieg eine utopische Gemeinschaft im Südosten Bohols gegründet, um eine indigene Nation zu gründen. Die Eskaya-Sprache und -Schrift wurden als Verkörperung dieser beginnenden nationalen Kultur angesehen.
Neuere Forschungen deuten darauf hin, dass die Eskaya-Sprache in der Zeit nach dem Kontakt mit den Spaniern entstand. Ein Beweis dafür ist das Vorhandensein von „einheimischen“ (d. h. nicht entlehnten) Begriffen für kulturelle Kategorien nach dem Kontakt, wie „Papst“ und „Flugzeug“. Außerdem macht die Sprache semantische Unterscheidungen, die im Spanischen und Englischen gemacht werden, aber nicht in den Visayassprachen (z. B. zwischen „Mond“ und „Monat“). Es ist daher plausibel, dass der Wortschatz durch parallele spanisch-englisch-visayanische Wortlisten aus Lehrbüchern entstanden ist, wobei die Visaya-Ebene durch neue Vokabeln ersetzt wurde. Schließlich weist die Schrift starke Ähnlichkeiten mit der Kupferdruckschrift des 19. Jahrhunderts auf.

## Struktur
Eine grundlegende Untergruppe der Schrift, das 46 Zeichen umfassende Abidiha, ist gemischt alphabetisch/silbisch; die ersten 25 Buchstaben sind alphabetisch oder fungieren entweder als Konsonant oder als Silbe, die auf /i/ endet. Das vollständige Silbeninventar oder Simplit umfasst etwa 1.065 Zeichen, wobei die genaue Anzahl vom Text abhängt und einige Silben wiedergegeben werden, die in der Sprache nicht vorkommen.